# KEGG
KEGG(Kyoto Encyclopedia of Genes and Genomes)는 1995년 일본에서 만들어진 생화학 pathway 관련 데이터베이스이다. 일본에서 만들어진 DB중에는 세계에서 가장 많이 인용되는 것의 하나에 속한다.

## 같이 보기
- 펍메드